# Lista de guerrilheiros do Araguaia
A lista abaixo reúne os integrantes conhecidos da Guerrilha do Araguaia. Nos parênteses os codinomes pelo quais eram conhecidos, batizados pela guerrilha ou dados pelos moradores da região.
- João Amazonas (Velho Cid) - integrante do PCB desde a década de 1930 e um dos fundadores e secretário-geral do PCdoB, era o ideólogo da guerrilha, e responsável pela ligação entre os guerrilheiros na selva e a direção em São Paulo. Entrou e saiu diversas vezes na área do Araguaia durante o período, transportando militantes, dinheiro e orientações políticas, indo para o exílio na Albânia após o aumento da repressão militar na área, que impediu sua movimentação. Voltou ao Brasil após a Anistia e morreu aos 90 anos, em 2002.
- Elza Monnerat (Dona Maria) - integrante da direção do PCdoB, fazia com Amazonas a ligação entre o Araguaia e o sul do país. Responsável pelo transporte de diversos militantes até o local da guerrilha e uma das primeiras a se instalar no Araguaia, durante os preparativos para a criação do núcleo guerrilheiro, voltou à clandestinidade urbana após o aumento da repressão militar na área, que a impediu de retornar à região do conflito, como Amazonas. Presa em fins de 1976 e libertada com a Anistia, morreu em 2004.
- Maurício Grabois (Mário) - Membro da cúpula do PCdoB, integrante da Comissão Militar do Partido e comandante-em-chefe dos guerrilheiros do Araguaia. Foi morto numa emboscada na selva em dezembro de 1973. Seu corpo nunca foi encontrado e sua morte jamais admitida pelo Exército. É dado como desaparecido.
- Ângelo Arroyo (Joaquim) - membro da cúpula do PCdoB e militante comunista desde 1945, foi um dos líderes da guerrilha, integrante da Comissão Militar. Foi um dos dois únicos guerrilheiros que escaparam vivos do Araguaia, depois da última campanha militar que exterminou a guerrilha, fugindo a pé para o Piauí atravessando a selva e dali para São Paulo. Foi fuzilado em dezembro de 1976 por agentes do Doi-Codi numa casa no bairro da Lapa, em São Paulo, onde se realizava uma reunião do Comitê Central do PCdoB, no episódio conhecido como Chacina da Lapa.
- Osvaldo Orlando da Costa (Osvaldão) - o mais carismático e temido guerrilheiro do Araguaia, negro, forte, 1,98 m e ex-campeão carioca de boxe, considerado mítico pelos moradores do Araguaia, foi morto num encontro com uma patrulha militar em janeiro de 1974. Seu corpo foi pendurado num helicóptero e mostrado em sobrevoo pelos povoados da região. Decapitado, foi enterrado em lugar desconhecido. É considerado desaparecido político.
- Líbero Castiglia (Joca) - Italiano, foi o único estrangeiro que participou da guerrilha. Com treinamento militar na China, era ligado ao Destacamento A e fazia a segurança da comissão militar da guerrilha. Foi um dos primeiros militantes a chegar à região do Araguaia. É dado como desaparecido desde o ataque do exército ao comando guerilheiro, no Natal de 1973.
- André Grabois (Zé Carlos) - Filho de Maurício Grabois e vivendo na clandestinidade desde os 17 anos por causa da perseguição ao pai, foi comandante do destacamento A da guerrilha. Morreu em combate junto a outros três guerrilheiros, durante tiroteio com patrulha do exército em outubro de 1973, após caçarem porcos-do-mato. Seu corpo nunca foi encontrado, é dado como desaparecido.
- Bergson Gurjão Farias (Jorge) - Ex-estudante de Química da Universidade Federal do Ceará, e sub-comandante do Destacamento C da guerrilha, sob o codinome de 'Jorge', foi o primeiro guerrilheiro a ser morto em combate no Araguaia. Ferido a tiros de metralhadora numa emboscada, foi morto a golpes de baioneta dias depois numa instalação militar de Marabá em maio de 1972. Dado como desaparecido político por trinta anos, seus ossos foram identificados por exames de DNA em 2009, após exumação do cemitério de Xambioá.
- João Carlos Haas Sobrinho (Dr. Juca) - médico formado pela Universidade Federal do Rio Grande do Sul, chegou ao Araguaia vindo do Maranhão onde morou com alguns dos principais líderes da guerrilha e atendia a população. Respeitado pelos caboclos locais pelo auxílio que prestava na área da saúde de Marabá e Xambioá, o comandante médico-militar foi morto em combate em 30 de setembro de 1972. Seu corpo nunca foi encontrado e é dado como desaparecido político.
- Dinalva Oliveira Teixeira (Dina) - Geóloga formada pela Universidade Federal da Bahia, popular no Araguaia como parteira e temida pelos militares pela coragem física e por ser exímia atiradora, foi a mais famosa das guerrilheiras, lendária entre os moradores da região. Única mulher a ser sub-comandante de destacamento de combate, foi presa já no fim da guerrilha, em julho de 1974, e assassinada a tiros por agentes militares do CIEx. Seu corpo nunca foi encontrado e é dada como desaparecida.
- Helenira Resende (Fátima) - ex-estudante de Filosofia da USP e vice-presidente da UNE, no Araguaia conquistou o respeito dos demais pela coragem física e determinação. Morreu em combate em setembro de 1972, metralhada nas pernas em troca de tiros com soldados do exército e morta à baioneta depois. O respeito que gozava no meio dos companheiros fez com que a partir de sua morte um dos destacamentos da guerrilha passasse a ter o seu nome.
- Micheas Gomes de Almeida (Zezinho) - Filho de camponeses, ex-operário e veterano comunista, é o único guerrilheiro sobrevivente do Araguaia a nunca ter sido preso. Melhor guia e conhecedor da selva entre todos os guerrilheiros, fugiu da região guiando Ângelo Arroyo até o Maranhão, durante os últimos dias de aniquilamento da guerrilha. Vivendo com identidade trocada e anônimo em São Paulo por mais de 20 anos, dado como desaparecido, reapareceu nos anos 90. Mora em Goiás.
- Maria Lúcia Petit (Maria) - ex-professora primária, participou da guerrilha com os irmãos mais velhos. Morta em junho de 1972 numa emboscada, seus restos mortais foram identificados em 1996. Junto com Bergson Gurjão, são os dois únicos guerrilheiros mortos e identificados posteriormente. Foi enterrada em Bauru, São Paulo.
- Dinaelza Santana Coqueiro (Mariadina) - ex-estudante de Geografia da PUC de Salvador, chegou o Araguaia em 1971 com o marido, Vandick Coqueiro e Luzia Reis. Integrante do destacamento C, foi executada por agentes do CIEx em abril de 1974, após ser vista presa na base de Xambioá. É dada como desaparecida.
- José Genoino (Geraldo) - Membro do PCdoB desde 1966, com 20 anos, ex- presidente do Diretório Central dos Estudantes da Universidade Federal do Ceará, chegou ao Araguaia em 1970. Foi um dos primeiros presos pela ofensiva militar na área, um 1972. Foi torturado e cumpriu pena até 1977. Tornou-se o nome mais conhecido da guerrilha nos anos seguintes, elegendo-se deputado federal diversas vezes pelo Partido dos Trabalhadores. Casou-se com a guerrilheira Rioko Kayano, a quem conhecia desde 1969 mas começou a namorar na prisão. Atualmente, é réu condenado à prisão em regime semiaberto pelos crimes de formação de quadrilha e corrupção ativa, no episódio conhecido como escândalo do mensalão.
- Luzia Reis (Baianinha) - ex- militante do movimento estudantil de Salvador, chegou ao Araguaia em janeiro de 1972 e fez parte do destacamento C. Primeira guerrilheira a ser presa, após uma emboscada, foi torturada na base de Xambioá e transferida para Brasília, onde cumpriu dez meses de prisão. Solta, abandonou a militância e o Partido. Vive em Salvador, aposentada do serviço público.
- Glênio Sá (Glênio) - Ex-aluno de Física da Universidade Federal do Rio Grande do Norte, chegou à guerrilha em 1970 e foi preso em 1972, traído por um camponês, depois de dois meses perdido na mata, após um tiroteio. Morreu em 26 de julho de 1990 num acidente de automóvel em circunstâncias suspeitas de ser um assassinato encomendado pela cúpula de militares que ainda agiam pós período de redemocratização, quando fazia campanha para o senado no Rio Grande do Norte.
- Suely Kanayama (Chica) - Ex-estudante da Letras na USP, baixinha e magrinha, chegou ao Araguaia em fins de 1971 e passou a integrar o Destacamento B. Apesar da frágil compleição física, foi das que mais se adaptou à vida na selva e uma das últimas guerrilheiras a morrer. Audaciosa e com treinamento de tiro e sobrevivência na selva, cercada por uma patrulha do exército no início de 1974 recusou rendição, atirou ferindo um policial e morreu metralhada por mais de 100 tiros, fato que chocou até integrantes do Exército. Consta como desaparecida política.
- Lúcia Maria de Souza (Sônia) - ex-estudante da Escola de Medicina e Cirurgia do Rio de Janeiro, deixou o curso no 4º ano devido às atividades políticas e entrou na clandestinidade. Participante do destacamento A, o episódio de sua morte é o mais célebre da história da guerrilha, onde feriu dois oficiais do exército antes de morrer, um deles o notório Major Curió. É oficialmente desaparecida política.
- Adriano Fonseca Filho (Chico) - ex-estudante de Filosofia da UFRJ, chegou ao Araguaia em abril de 1972. Integrante do Destacamento B, foi morto a tiros por mateiros de patrulhas do exército em 3 de dezembro de 1973, na última fase das operaçãos militares, quando caçava jabutis na mata para alimentação. Foi decapitado e enterrado em local desconhecido. Permanece como desparecido político.
- Luiza Garlippe (Tuca) - ex-enfermeira do Hospital das Clínicas, chegou no Araguaia com o companheiro Pedro Alexandrino (Peri). Integrou-se ao Destacamento B, na área da Gameleira e substituiu João Carlos Haas Sobrinho depois da morte deste, como comandante-médica. Presa em julho de 1974 junto com 'Dina', foi executada a tiros pelo CIEx.
- Crimeia Schmidt de Almeida (Alice) - ex-estudante de enfermagem da UFRJ, foi para o Araguaia em 1969 onde tornou-se companheira de André Grabois, comandante do Destacamento A. Engravidou em 1972 e com problemas na gestação foi levada para São Paulo. Presa na cidade em dezembro, foi torturada e teve o filho no Hospital do Exército, em Brasília. Hoje participa da Comissão de Familiares de Mortos e Desaparecidos Políticos.
- Jana Moroni Barroso (Cristina) - cearense, ex-estudante de biologia na Universidade Federal do Rio de Janeiro, chegou ao Araguaia em abril de 1971, com apenas 21 anos. Trabalhou como professora primária e agricultora. Casou-se na guerrilha com Nelson Piauhy (Nelito), dava aulas de tiro e fez parte do Destacamento A. Oficialmente desaparecida em 2 de janeiro de 1974 junto com mais dois guerrilheiros, foi vista presa e ferida na base militar em Bacaba.
- Lúcio Petit da Silva (Beto) - engenheiro e irmão do meio da família guerrilheira Petit, foi preso durante a aniquilação final da guerrilha no começo de 1974. Visto pela última vez amarrado a bordo de um helicóptero do exército, é dado como desaparecido político.
- Jaime Petit da Silva - engenheiro e irmão mais velho da família Petit, foi morto em combate em dezembro de 1973. Decapitado, seu corpo nunca foi encontrado. É dado como desaparecido político.
- Antônio Carlos Monteiro Teixeira (Antônio da Dina) - Geólogo baiano e militante do PCdoB, marido de 'Dina' - de quem se separou durante a guerrilha - chegou ao Araguaia em 1970 e integrou-se ao destacamento C. Conhecedor da mata, era o instrutor de orientação na selva dos militantes recém chegados à região. Morto em combate em 21 de setembro de 1972, na primeira fase das operações antiguerrilha.
- Áurea Valadão (Elisa) - Ex-estudante de Física da UFRJ, foi para a guerrilha com o marido Arildo Valadão em 1970, integrando o destacamento C. Aprisionada por mateiros a serviço dos militares no começo de 1974, doente, faminta e em farrapos, sua morte consta em relatório da Marinha como 13 de junho de 1974. É dada como desaparecida política.
- Arildo Valadão (Ari) - Ex-estudante de Física da UFRJ, onde conheceu a mulher, Áurea, chegou ao Araguaia em 1970 com a mulher, integrando o destacamento C. Foi assassinado e decapitado por um mateiro amigo dos guerrilheiros que se passou para o lado dos militares, em 23 de outubro de 1973. Seu corpo nunca foi encontrado.
- Carlos Danielli (Antonio) - Integrante do quadro dirigente do PCdoB, fazia a ligação entre a área rural e urbana do partido. Morreu sob torturas ao ser preso na OBAN em São Paulo, em 31 de dezembro de 1972.
- Paulo Mendes Rodrigues (Paulo) - Economista e comandante do destacamento C, morreu em combate no dia de Natal de 1973 junto com o comandante geral da guerrilha, Maurício Grabois. Seu corpo nunca foi encontrado.
- José Humberto Bronca (Zeca Fogoió) - Ex-mecânico de aviões da VARIG no Rio Grande do Sul, foi um dos militantes do PCdoB enviado para treinamento de guerrilha na Academia Militar de Pequim. Chegou ao Araguaia em 1969, onde foi o vice-comandante do destacamento B e depois integrante da Comissão Militar da guerrilha. Último integrante da CM a ser preso, delatado por um camponês a quem pediu ajuda, subnutrido e cheio de ulcerações provocadas por picadas de mosquitos, foi executado e dado como desaparecido em março de 1974.
- Kleber Lemos da Silva (Carlito) - economista carioca, integrou o destacamento B. Emboscado com primeiro grupo a ser desbaratado pelas tropas do exército, pediu aos companheiros que o deixassem durante a fuga, impedido de caminhar por uma fístula de Leishmaniose na perna. Delatado por um camponês, foi preso pelos fuzileiros navais 26 de junho de 1972 e executado três dias depois. Seu cadáver foi fotografado e a foto divulgada anos depois. Seu corpo nunca foi encontrado e é dado como desaparecido.
- Daniel Callado (Doca) - operário fluminense formado pelo SENAI, chegou ao Araguaia depois de morar em Rondonópolis, no Mato Grosso, onde era lanterneiro e craque do time de futebol da cidade. Fez parte do Destacamento C da guerrilha, que foi disperso pelos ataques militares em dezembro de 1973. Visto por moradores da região no começo de 1974, preso na base militar de Xambioá, onde era torturado a socos e pontapés por soldados comandados pelo Major Curió, desapareceu e seu corpo nunca foi encontrado. O relatório da Marinha registra sua morte como em 28 de junho de 1974.
- Guilherme Lund (Luis) - carioca, formado pelo Colégio Militar e ex-estudante de arquitetura da UFRJ, no Araguaia integrou a segurança da Comissão Militar da guerrilha. Foi morto em combate contra tropas do exército com mais quatro guerrilheiros, incluindo o comandante geral Mauricio Grabois, no dia de Natal de 1973.
- Maria Célia Correa (Rosa) - carioca, bancária e ex-estudante de Filosofia da UFRJ, chegou ao Araguaia em 1971 para se encontrar com o noivo, 'Paulo Paquetá' (que desertou sozinho da guerrilha em 73). Integrante do Destacamento A, perdeu-se da organização da guerrilha após combate em 2 de janeiro de 1974. Presa por um camponês quando procurava ajuda, foi entregue aos militares da base de Bacaba. Transportada de helicóptero para a mata depois de presa, foi metralhada com mais dois guerrilheiros. É dada como desaparecida.
- Regilena Carvalho (Lena) - companheira de Jaime Petit, o mais velho da trinca de irmãos guerrilheiros, abandonou a guerrilha em 1972. Ferida, com os pés infeccionados e de muletas entregou-se aos paraquedistas. Presa em Xambioá e transportada para Brasília, foi solta em dezembro de 1972, após mandar mensagem ao companheiros pedindo que se rendessem. Escreveu o livro Araguaia - da guerrilha ao genocídio.[1]
- Lúcia Regina Martins (Regina) - ex-estudante de obstetrícia da USP, chegou ao Araguaia acompanhando o marido Lúcio Petit. Desiludida com a guerrilha e o casamento, deixou a região grávida, em lombo de burro, para tratar de uma curetagem mal feita num hospital de Anápolis. Fugiu do hospital em dezembro de 1971, ainda antes da primeira ofensiva militar, voltando a São Paulo para viver com a família e recusando-se a voltar ao Araguaia. Só foi presa em 1974, quando a guerrilha já estava aniquilada. Foi acusada por Elza Monnerat de ter contado aos militares sobre a guerrilha, permitindo que ela fosse descoberta.
- Antônio de Pádua Costa (Piauí) - ex-estudante de astronomia na UFRJ, entrou na clandestinidade após ser preso no XXX Congresso da UNE, em Ibiúna, 1968. Na guerrilha, atuou como sub-comandante do destacamento A e comandante depois da morte de André Grabois. Após o confronto armado entre guerrilheiros e militares de 14 de janeiro de 1974, ele desapareceu junto com mais dois guerrilheiros. Mais tarde, foi preso na casa de um camponês que o traiu e obrigado a passar semanas guiando batedores do exército nas matas, até possíveis esconderijos de armas e mantimentos dos guerrilheiros. Executado após perder a utilidade, seu corpo nunca foi encontrado.
- Divino Ferreira de Sousa (Nunes) - guerrilheiro com treinamento militar na China, foi um dos primeiros no Araguaia e integrou o Destacamento A. Ferido no tiroteio que matou outros três guerrilheiros em 14 de outubro de 1973, foi levado à Casa Azul, base militar dirigida pelo Major Curió no Araguaia, e executado.
- Elmo Correa (Lourival) - ex-estudante da Escola de Medicina e Cirurgia do Rio de Janeiro, cursou até o 3ª ano e participava do movimento estudantil. Chegou ao Araguaia com a mulher Telma Regina Corrêa (Lia) em 1971, e mais tarde a irmã, Maria Célia Correa, (Rosa) juntou-se a eles. Desaparecido da guerrilha após o ataque de Natal de 1973, foi morto na localidade de Carrapicho, segundo testemunhos de locais, no dia 14 de maio de 1974, segundo relatório da Marinha.
- Tobias Pereira Junior (Josias) - ex-estudante carioca da Universidade Federal Fluminense, integrou o destacamento C da guerrilha. Entregou-se no fim de 1973 e passou semanas acompanhando os militares na localização de esconderijos de armas, munições e mantimentos. Desenhou mapas de localização e reconheceu fotografias. Mesmo auxiliando os militares depois de preso e torturado, foi assassinado em 14 de fevereiro de 1974.
- Gilberto Olímpio Maria (Pedro) - jornalista e genro de Maurício Grabois, chegou à região no fim da década de 60 e morreu em combate junto com o sogro, no Natal de dezembro de 1973, durante encontro com patrulhas militares.
- Antonio Guilherme Ribas (Ferreira) - ex-presidente da UPES (União Paulista de Estudantes Secundaristas), foi preso no XXX Congresso da UNE, em 1968, e cumpriu um ano e meio de prisão. Depois de solto, viveu alguns meses clandestino na Baixada Fluminense com José Genoíno e dali foi para o Araguaia. Integrante do destacamento B comandado por Osvaldão, foi morto em novembro de 1973, durante a última campanha militar na região. Seu corpo nunca foi encontrado e é dado como desaparecido político.
- Rodolfo Troiano (Mané) - ex-estudante secundarista mineiro, filiado ao PCdoB, foi preso por participar de manifestações estudantis em 1969, cumprindo pena em Juiz de Fora. Depois de solto, em 1971 foi para o Araguaia e integrou o destacamento A da guerrilha. Morto em 12 de janeiro de 1974 segundo a Marinha, executado após ser preso, seu corpo nunca foi encontrado.
- Pedro Alexandrino de Oliveira (Peri) - Bancário mineiro, integrante do destacamento B. Morto com um tiro na cabeça em agosto de 1974, após ser encontrado sozinho na selva. Seu corpo foi transportado de helicóptero para a base de Xambioá, onde foi chutado e cuspido pelos soldados, o que causou a intervenção de um oficial da FAB ordenando que o inimigo fosse respeitado.
- Telma Regina Cordeiro Corrêa (Lia) - ex-estudante de geografia da Universidade Federal Fluminense (UFF), de onde foi expulsa em 1968 por sua atividades políticas, foi para a região do Araguaia em 1971, juntamente com seu marido Elmo Corrêa, e integrou o destacamento B. Foi presa e desapareceu em janeiro de 1974.
- Luis Renê Silveira (Duda) - carioca e ex-estudante de medicina, chegou ao Araguaia com apenas 19 anos. Preso com a perna quebrada por tiro perto da base de Bacaba, desapareceu no início de 1974.
- Walkiria Afonso da Costa (Walk) - ex-estudante de Pedagogia na Universidade Federal de Minas Gerais, integrou o destacamento B e foi a última guerrilheira morta, fuzilada após ser capturada, em outubro de 1974. Sua morte encerrou a Guerrilha do Araguaia.
- Vandick Raidner Coqueiro (João Goiano) - ex-estudante de economia baiano, chegou ao Araguaia com a mulher Dinaelza Coqueiro, a guerrilheira 'Mariadina'. Integrante do Destacamento B, foi o penúltimo guerrilheiro preso e executado pelo exército, em setembro de 1974.
- José Piauhy Dourado (Ivo) - ex-estudante da Escola Técnica Federal da Bahia, era fotógrafo em Salvador até entrar na clandestinidade, junto com o irmão, Nélson. Combatente do destacamento C, não foi mais visto pelos guerrilheiros a partir de dezembro de 1973. Relatório sigiloso da Marinha registrou sua morte em 24 de janeiro de 1974. Seu corpo nunca foi encontrado.
- Nelson Piauhy Dourado (Nelito) - irmão de José Piauhy Dourado (Ivo), também desaparecido. Natural de Jacobina, era sindicalista e petroleiro na Refinaria Landulfo Alves, em Salvador. Clandestino desde 1967, integrou a guerrilha junto com a esposa, Jana Moroni. Foi morto em combate em 2 de janeiro de 1974. Seu corpo nunca foi encontrado.
- Cilon Brum (Simão) - Também conhecido como 'Comprido', era um ex-estudante de Economia da PUC-SP. Presidente do DCE da universidade, chegou ao Araguaia fugindo da repressão política. Não foi mais visto pelos companheiros depois de dezembro de 1973 e foi visto preso por mais de dois meses numa base militar na região de Brejo Grande. Dado oficialmente como desparecido, anos depois, foram descobertas e publicadas fotografias que mostravam 'Simão' preso, escoltado por militares, em algum lugar da mata do Araguaia, comprovando que morreu sob custódia de tropas federais. Seu corpo nunca foi encontrado.
- Rioko Kayano - militante do PCdoB, levada ao Pará por Elza Monnerat, não chegou a se juntar à guerrilha, sendo presa na pensão de Marabá onde aguardava transporte para a zona de conflito, em 15 de abril de 1972. Na prisão, começou a namorar José Genoino com quem é casada e tem três filhos.
- Pedro Albuquerque Neto - ex-militante do movimento estudantil cearense preso no Congresso da UNE em Ibiúna em 1968, chegou no Araguaia com a mulher em fevereiro de 1971. Fugiu da guerrilha em junho do mesmo ano, acompanhando a mulher que não aguentava mais as condições de vida da selva. Foi sua prisão em Fortaleza e posterior tortura, que se imagina deu aos militares o primeiro conhecimento da existência da Guerrilha do Araguaia.
- João Carlos Wisnesky (Paulo Paquetá) - ex-estudante de medicina da UFRJ, desertou da guerrilha em 1973, deixando a companheira 'Rosa'. Descoberto muitos anos depois trabalhando como médico em Niterói, não fala da guerrilha.
- Danilo Carneiro (Nilo) - Primeiro guerrilheiro preso, em abril de 1972, nas proximidades da Transamazônica quando cumpria missão de mensageiro da Comissão Militar, foi preso e torturado com golpes de fuzil, estocadas de baioneta e, arrastado por um jipe, ficou com metade do corpo em carne viva. Solto após um ano e meio de prisão, passou por 30 cirurgias para recuperar os danos da tortura. Viveu em Florianópolis e faleceu em 2022.[2]
- Manuel José Nurchis (Gil) - ex-operário paulista, integrou o Destacamento B de Osvaldão e foi morto em combate em 30 de setembro de 1972, junto com João Carlos Haas Sobrinho e Ciro Flávio Salazar. Seu corpo nunca foi encontrado.
- Dower Moraes Cavalcante (Domingos) - aprisionado ferido após a emboscada que matou Bergson Gurjão em junho de 1972, foi torturado com choques, pau-de-arara e simulação de afogamento depois de levado para Brasília. Ficou preso até 1977. Após reconquistar a liberdade, formou-se em medicina em Fortaleza e trabalhou no Ministério da Saúde. Morreu ao 41 anos, em 1992, de ataque cardíaco.
- Dagoberto Alves da Costa (Miguel) - Integrante do Destacamento C, foi preso apenas 52 dias depois de chegar o Araguaia e passou um ano e meio na cadeia. Hoje é psicólogo e vive em Recife.
- Uirassu de Assis Batista (Valdir) - estudante baiano, integrante do movimento secundarista e perseguido por sua atuação política, foi para o Araguaia e integrou-se ao Destacamento A. Preso com mais dois guerrilheiros no início de 1974, foi visto na base de Xambioá, algemado e mancando com a perna coberta por uma leishmaniose, sendo levado em direção a um helicóptero do exército. Desapareceu e seu corpo nunca foi encontrado.
- Pedro Matias de Oliveira (Pedro Carretel) - posseiro do Araguaia que se juntou aos guerrilheiros, teve o último contato em 2 de janeiro de 1974. Foi visto amarrado numa base militar sendo levado para a mata. É dado como desaparecido político.
- Rosalindo de Sousa (Mundico) - advogado baiano, chegou ao Araguaia em 1971 e era famoso na região pelos cordéis que fazia. Foi fuzilado pelos guerrilheiros após um julgamento por um 'tribunal revolucionário' dentro da mata, que o condenou por 'traição ideológica' e adultério.
- João Gualberto Calatroni (Zebão) - ex-militante do movimento estudantil secundarista do Espírito Santo, integrou-se ao Destacamento A da guerrilha. Morreu em combate em 13 de outubro de 1973, aos 23 anos, vítima de uma emboscada junto com André Grabois e mais dois guerrilheiros.
- Batista - caboclo morador do Araguaia que se juntou aos guerrilheiros durante os combates, nunca se soube muito sobre ele. Desapareceu no início de 1974, após ser preso junto com a ex-professora e guerrilheira Áurea Valadão.
- Lourival Paulino – barqueiro da região ligado aos guerrilheiros, acusado pelos militares de informante e de dar apoio logístico à guerrilha, foi preso e torturado pelo exército em 1972. Três dias depois de entrar arrastado na delegacia de Xambioá, sua morte foi anunciada como suicídio. Seu corpo nunca foi encontrado.
- Antonio Alfredo de Lima (Alfredo) - Paraense morador do Araguaia, entrou para a guerrilha após ser ameaçado por grileiro da região. Aprendeu a ler e escrever com os companheiros e ensinou-lhes táticas de orientação e sobrevivência na selva. Morreu em combate com mais três guerrilheiros em 14 de outubro de 1973. Dado como desaparecido.
- Antonio Ferreira Pinto (Antonio Alfaiate) - Nascido em Lagoa dos Gatos, no agreste de Pernambuco, começou na militância política no do Sindicato dos Alfaiates do estado da Guanabara. Filiado ao PC do B, em 1970 chegou ao Pará, estabelecendo-se na localidade de Metade. Integrante do destacamento A da guerrilha, desapareceu em 21 de abril de 1974, segundo relatório do exército.
- Miguel Pereira dos Santos (Cazuza) - Pernambucano morador em São Paulo desde a juventude, era bancário do Banco Intercontinental do Brasil e militante político. Filiado ao PC do B, foi treinado em guerrilha na China em 1966. Dado como desparecido durante a Operação Papagaio, morreu em confronto direto com o exército em 1972, segundo Regilena Carvalho, testemunha sobrevivente da própria guerrilha. Depois de morto, teve sua mão decepada para dificultar a investigação.
- Antônio de Pádua Costa (Piauí)´- ex-estudante de astronomia na Departamento de Física da Universidade Federal do Rio de Janeiro, foi comandante do Destacamento A após a morte de André Grabois. Desaparecido depois de enfrentamento com as Forças Armadas em 24 de janeiro de 1974, quando foi preso após luta corporal com um sargento e entregue ao CIEx. Uma foto sua, vivo, com os militares que o capturaram, foi encontrada anos depois.
- José Toledo de Oliveira (Vitor) -
- Idalísio Soares (Aparício) -
- Helio Luiz Navarro (Edinho) -
- Custódio Saraiva Neto (Lauro) -
- Antonio Teodoro (Raul) -
- Ciro Flávio Salazar (Flávio) -
- José Maurílio Patricio (Manuel do B) -
- Paulo Roberto Marques (Amaury) -Nascido em Pains em 14 de maio de 1949. Conhecido como Amaury na região, era dono de uma farmácia na localidade de Palestina do Pará.